# Мацує-Мару
Мацує-Мару (Matsue Maru) — судно, яке під час Другої світової війни взяло участь в операціях японських збройних сил на Соломонових островах.
Судно спорудили в 1938 році під назвою «Шоєй-Мару» на верфі компанії Tama Zosensho у Тамано для компанії Matsuoka Kisen.
13 січня 1941 року його реквізували для потреб Імперського флоту Японії. З 1 березня по 20 квітня «Шоєй-Мару» пройшло переобладнання на верфі ВМС у Сасебо та було перекласифіковане на допоміжне ремонтне судно. Його озброїли встановленими на кормі двома 120-мм гарматами. Одночасно назва судна була змінена на «Мацує-Мару», щоб відрізняти його від канонерського човна «Шоєй-Мару».
«Мацує-Мару» обслуговувало південно-східний театр воєнних дій. Тут воно виконало ряд робіт, зокрема:
- У кінці грудня 1941 року на Кваджалейні (Маршаллові острови) провело ремонт переобладнаного канонерського човна «Дайдо-Мару».
- На початку січня 1942 року на Труку (розташована на сході Каролінських островів головна опорна база японців у цьому регіоні) надало ремонтний супровід легкому крейсеру «Тацута», який зазнав незначних пошкоджень під час захоплення острова Вейк та готувався для операції проти Рабаула (поселення в архіпелазі Бісмарка, яке на наступні два роки стане основною передовою базою у боротьбі за Соломонові острови та Нову Гвінею).
- У середині січня 1942 року на Труку провело ремонт переобладнаного канонерського човна «Кейджо-Мару».
- У другій половині березня 1942 року в Рабаулі провело ремонт переобладнаного канонерського човна «Ніккай-Мару».

Уночі 12 травня 1942 року американський підводний човен S-42  торпедував мінний загороджувач «Окіносіма», який вийшов із Рабаула на чолі загону по захопленню острова Науру. Переобладнаний легкий крейсер «Кінрю-Мару» узяв пошкоджений корабель на буксир та повів до гавані Бука (на однойменному острові біля північного завершення острова Бугенвіль), а «Мацує-Мару» та озброєний траулер отримали наказ надати допомогу Окіносімі. Утім, уже за дві години після влучання торпед мінний загороджувач затонув.
«Мацує-Мару», яке вже встигло вийти з Рабаула та пройшло через протоку Святого Георгія до Соломонового моря, попрямувало назад на базу. Утім, о 9:57 за пару кілометрів від мису Святого Георгія (найпівденніша точка острова Нова Ірландія зі складу архіпелагу Бісмарка) було атаковане іншим підводним човном S-44, котрий випустив чотири торпеди та досяг двох влучань. О 14:40 «Мацує-Мару» затонуло. Озброєний траулер скинув 16 глибинних бомб, проте так і не зміг вразити S-44.